# Wiedikon
Wiedikon ist ein Stadtkreis der Stadt Zürich.
Die ehemals selbständige Gemeinde Wiedikon wurde 1893 eingemeindet und bildet den heutigen Kreis 3. Administrativ wird Wiedikon vom statistischen Amt seit 1971 in die drei Verwaltungseinheiten (Quartiere) Alt-Wiedikon, Sihlfeld und Friesenberg geteilt.

## Wappen
Blasonierung
In Blau ein von Rot und Silber geteilter, goldgefasster Reichsapfel mit goldenem Kreuz

## Geographie

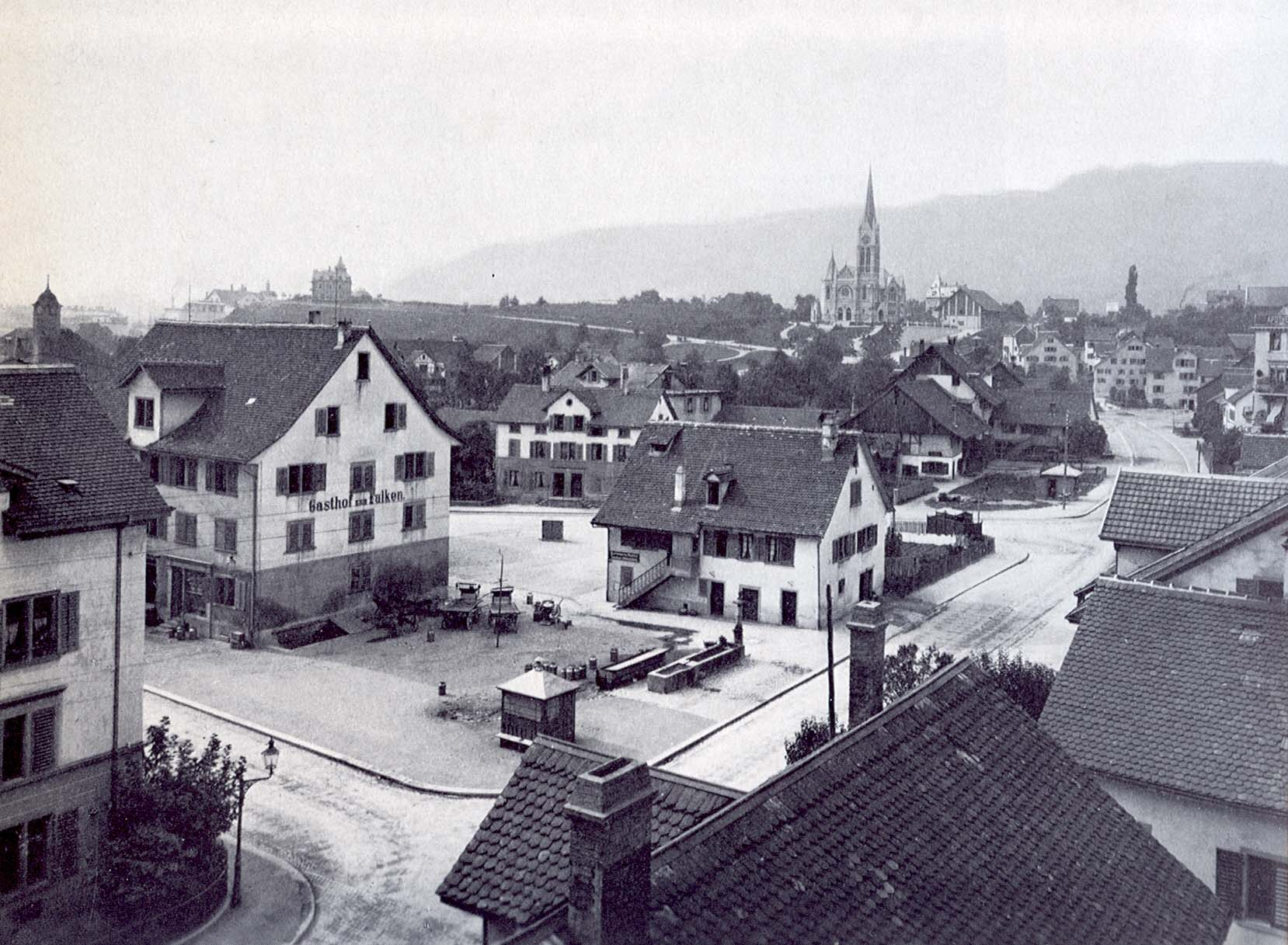
Wiedikon um 1898 bei der Zweierstrasse. In der Mitte die ehemalige Gemeindekanzlei. Hier steht heute das Amtshaus, erbaut 1910.

Wiedikon beansprucht 894,9 ha für sich, was 9,4 % der Gesamtfläche der Stadt Zürich entspricht. Das Quartier erstreckt sich von der Allmend bis zum Letzigraben. Die Nachbarquartiere sind Wollishofen, Leimbach, Enge, Albisrieden und Aussersihl-Hard. Auf dem Uetliberg ist die Quartiergrenze zugleich die Stadtgrenze.

### Lage
Kern des Quartiers ist der Bühl, ein Moränenhügel. Gekrönt wird dieser von der neugotischen Bühlkirche (erbaut 1896) sowie der Kantonsschule Wiedikon mit ihrem Altbau (früher Töchternschule 5) und dem Neubau. Zu Füssen des Bühl liegt das historische und heute noch aktive Quartierzentrum. Um 1930 erfasste ein Bauboom den Friesenberg, die Hangterrasse am Fusse des Uetlibergs. Im Laufe der Jahre wurde das ganze Quartier nach und nach mit Wohnsiedlungen überbaut. Die letzte grosse Landreserve in Wiedikon, das Gelände der ehemaligen Lehmgruben in den Arealen Gehrenholz, Tiergarten, Binz und Friesenberg wurde vor einigen Jahren ebenfalls überbaut.

## Geschichte

### Urzeitlicher Wald im Quartier Binz
Im April 2013 stellte die Eidgenössische Forschungsanstalt für Wald, Schnee und Landschaft (WSL) im Quartierteil Binz etwa 14'000 Jahre alte Baumstrünke eines subfossilen Walds sicher, wobei es sich um die ältesten erhaltenen Überreste eines Waldes weltweit handeln könnte. Ähnliche Funde im Umfeld des Uetlibergs wurden schon früher gemacht, beim Bau des Uetlibergtunnels, im Dättnauer Tal bei Winterthur und im Auenlehm der Reppisch, die an die 12'000 Jahre alt waren. In vier bis sechs Meter Tiefe entdeckte ein Mitarbeiter der WSL in einer Baugrube zahlreiche Baumstrünke samt Wurzelwerk – sie «standen aufrecht, mit den Wurzeln nach unten, als ob sie jederzeit wieder ausschlagen könnten». Drei Holzproben aus der mehrere Meter dicken Lehmschicht datierte die ETH Zürich mithilfe der Radiokarbonmethode auf ein Alter von fast 14'000 Jahren: «Das sind die ersten nachgewiesenen Bäume, die nach der letzten Eiszeit aus dem Mittelmeerraum wieder bei uns eingewandert sind ... solche Funde sind weltweit einzigartig», kommentierte Daniel Nievergelt, Entdecker und Mitarbeiter der WSL.

### Besiedlungsgeschichte

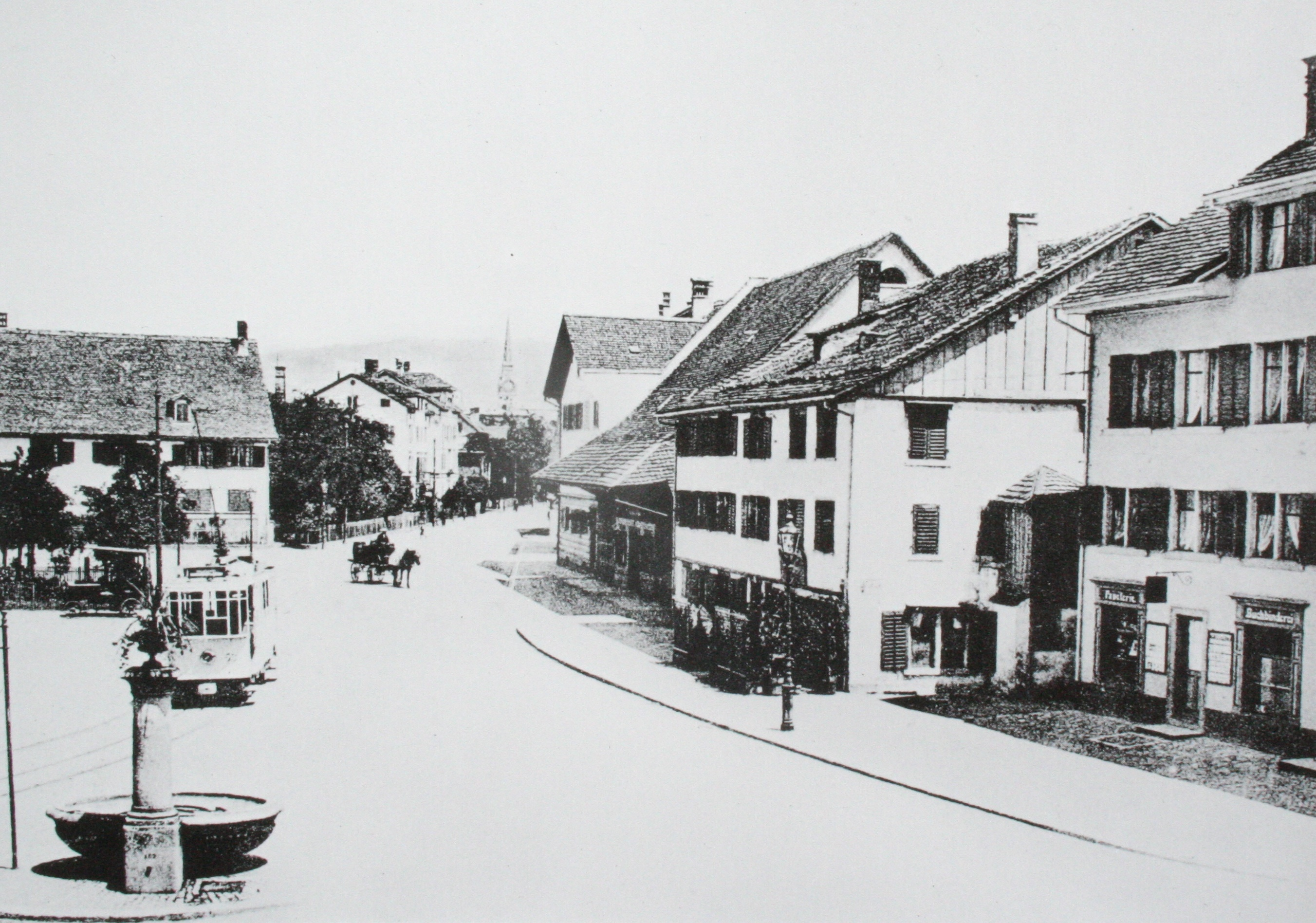
Schmiede Wiedikon um 1908.

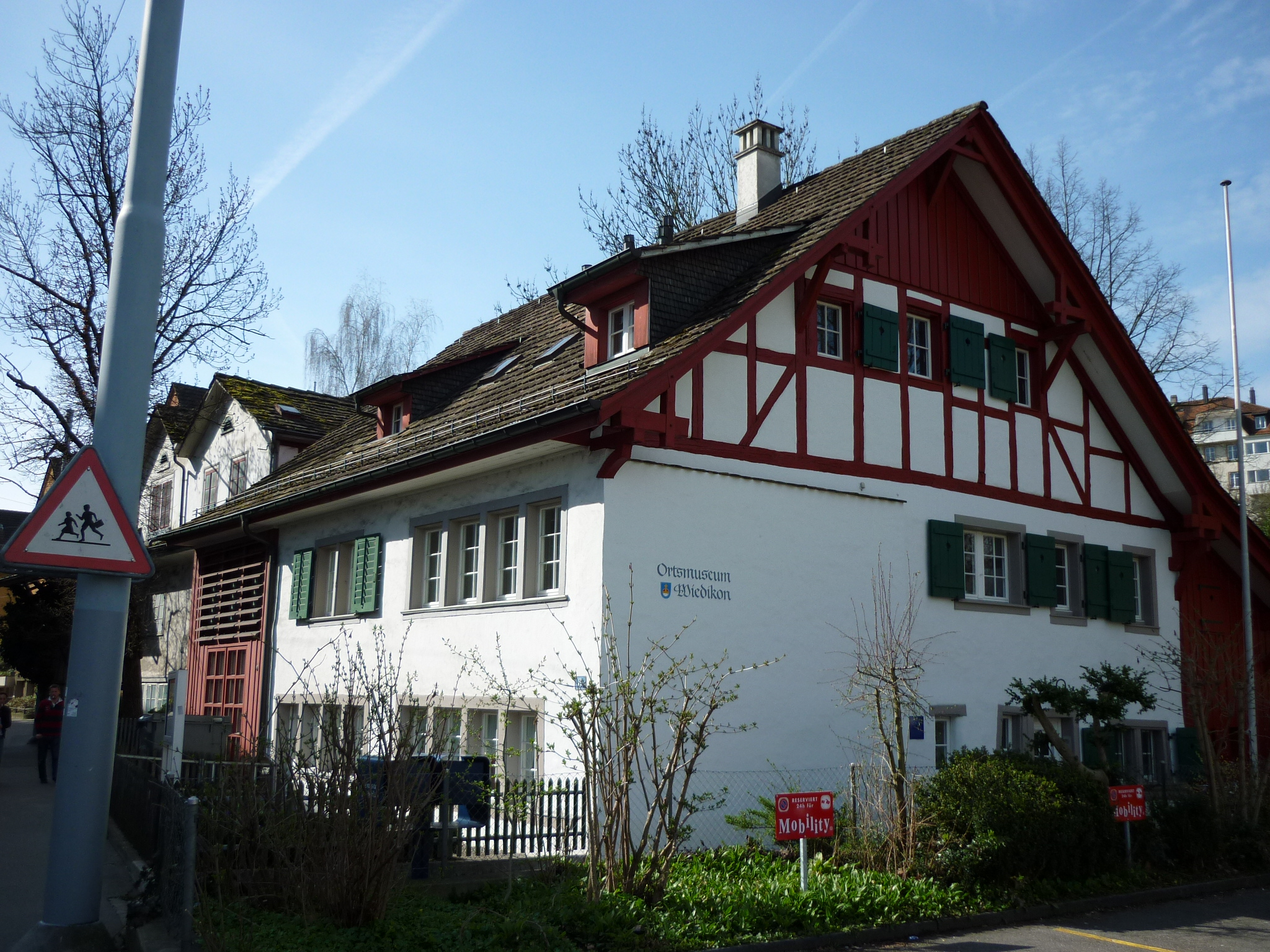
Ortsmuseum Wiedikon, ehemalige Armenstube, um 1400 als 'Eselschreis Hofstatt' erwähnt. Das Ortsmuseum steht unter Denkmalschutz und liegt an der Steinstrasse.

Die ältesten Siedlungsspuren gehen schätzungsweise auf die Jahre 3000 bis 2000 v. Chr. zurück und umfassen ein Steinbeil, Überreste von Gräbern, welche den Helvetiern zugeschrieben werden und einzelne römische Münzen.
Nach 500 besiedelten Alemannen das Gebiet der heutigen Deutschschweiz. Am Bühlhügel – geschützt vor den Hochwassern der Sihl – liess sich Wiedo mit seiner alemannischen Sippe, den Wiedingen nieder und gab dem Gebiet indirekt den Namen. Eine Urkunde vom 27. Juni 889 verwendet erstmals die Ortsbezeichnung Wiedinc hova («Höfe der Wiedinge»), woraus im Laufe der Zeit Wiedikon wurde.
1259 wurde Wiedikon in einer zweiten Urkunde erwähnt, diesmal als königlicher Reichshof. Die Vogtei Wiedikon wechselte durch die verschiedenen Adelsgeschlechter, die in der Stadt Zürich ein Bürgerrecht hatten, ehe sie nach 1490 von der freien Reichsstadt Zürich gekauft wurde. Die Obervogtei Wiedikon wurde damit zu einer inneren Vogtei, deren Vogt in der Stadt Zürich ansässig war. Der Obervogtei Wiedikon wurde auch Albisrieden zugeschlagen.
In vorreformatorischer Zeit gab es im Bubental ein Bruderhaus und die beliebte Wallfahrtskapelle Unserer lieben Frau im Gnadental.
Das genaue Alter des heutigen Quartierwappens mit dem mittelalterlichen Reichsapfel ist unbekannt, erstmals nachweislich festgehalten wurde es 1674 in einem Wappenbuch.
Die ganze Obervogtei Wiedikon war bäuerlich geprägt und bestand aus den beiden Siedlungsschwerpunkten Wiedikon und Albisrieden sowie einer Vielzahl verstreuter Bauernhöfe. In Wiedikon etablierte sich auch das Baugewerbe, da reichlich Lehm vorhanden war, wie die ehemaligen Lehmgruben Binz und Heuried heute noch erahnen lassen. Das Holz für die Ziegelbrennereien wurde auf der Sihl aus dem Sihlwald herangeschafft; der Name Schmiede Wiedikon erinnert heute noch an die Fuhrwerke, die damals für den Transport unabdingbar waren.
Nachdem Wiedikon Bewohnern der Hard das Bürgerrecht verweigerte, ersuchten diese 1784 um eine eigene Gemeinde. Dem Gesuch wurde nachgekommen und die neue Gemeinde Aussersihl wurde innerhalb der Obervogtei Wiedikon formiert. Aussersihl wurde 1787 in die Selbständigkeit entlassen, womit Wiedikon den unteren Teil der Gemeinde respektive des Sihlfelds verlor, welches ursprünglich bis zur Limmat reichte. Nach der Abtrennung von Aussersihl erhielt 1791 Wiedikon mit dem Bethaus erstmals seit der Reformation wieder eine erste eigene Kirche. Das inzwischen denkmalgeschützte Bethaus gehört zu den ältesten Gebäuden in Wiedikon.
Mit der französischen Invasion fiel 1798 das alte System zusammen und die Obervogtei Wiedikon wurde aufgelöst. Wiedikon und Albisrieden wurden damit zu selbständigen Gemeinden. Von Aussersihl erhielt Wiedikon 1852 die Bauernhöfe auf seinem Gemeindegebiet zurück, die bei der Teilung an Aussersihl gegangen waren.
Wiedikon erhielt 1875 seinen ersten Bahnhof; er wurde 1927 verlegt, dessen Neubau ist der einzige Reiterbahnhof der Schweiz geblieben. Bereits 1892 erhielt Wiedikon mit dem Bahnhof Giesshübel einen zweiten Bahnhof, welcher vor allem für den Güterverkehr bedeutend war, welchen die Sihltalbahn in ihrem Einzugsgebiet abwickelte.

## Bevölkerungsentwicklung des Stadtkreises
Quelle: Statistik & Daten: Wiedikon

### Eingemeindung

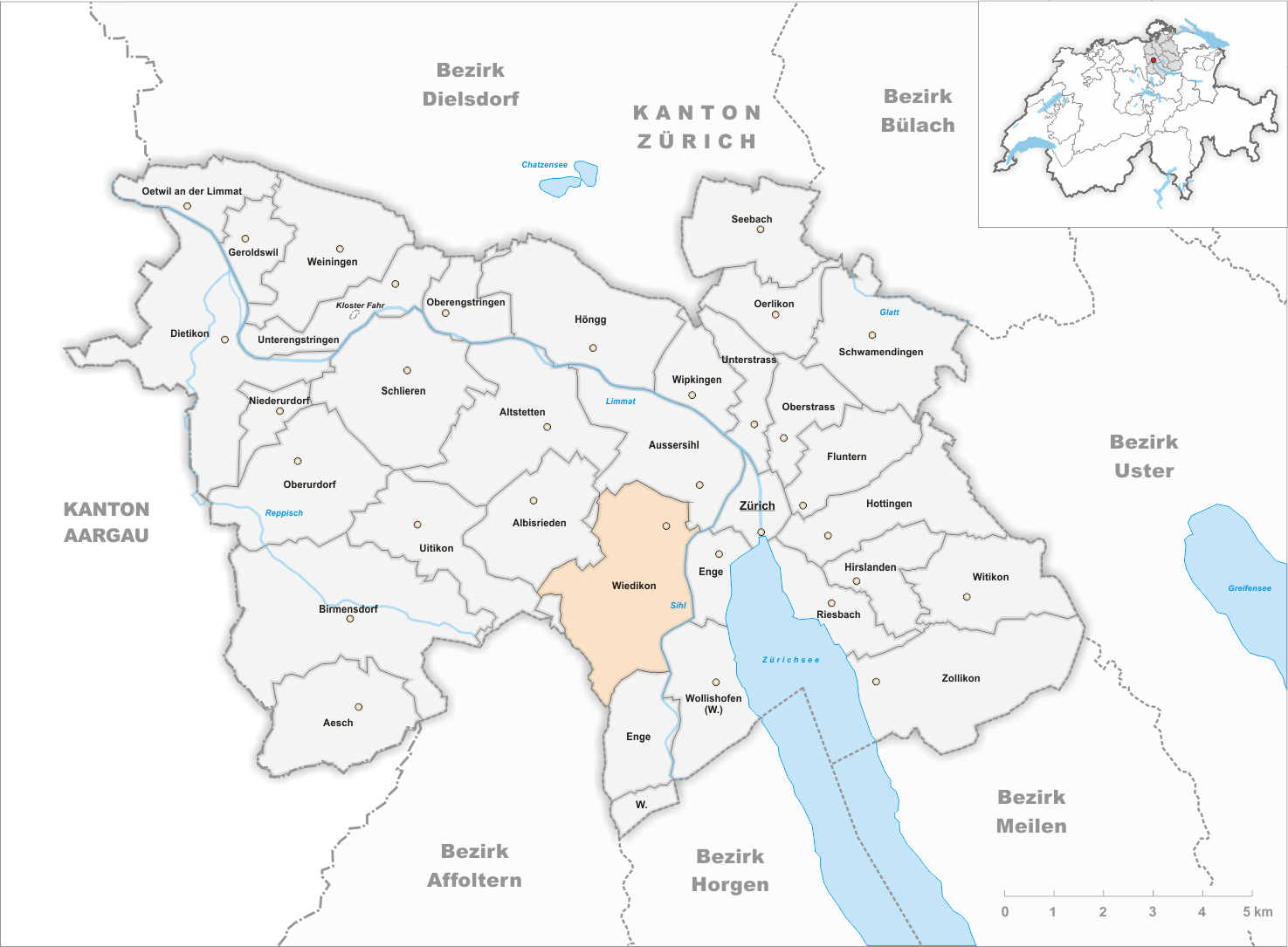
Die Gemeinde innerhalb des Bezirks Zürich vor der Eingemeindung 1893

Die schlechte wirtschaftliche Lage zwang Ende des 19. Jahrhunderts auch die Gemeinde Wiedikon, die Stadt Zürich um die Eingemeindung zu bitten. Nebst Wiedikon wurden 1893 zehn weitere selbständige Gemeinden Teil der Stadt. Die Stadt Zürich und die neuen elf Gemeinden wurden in fünf Stadtkreise (I bis V) eingeteilt. Wiedikon bildete den Stadtkreis III, zu welchem auch das gut 100 Jahre zuvor abgespaltene Aussersihl (und dessen Industriequartier) wieder zugeschlagen wurde.
Die Einteilung der ursprünglichen fünf Stadtkreise wurde 1913 revidiert und es wurden durch die Dreiteilung des Stadtkreises III und die Zweiteilung des Stadtkreises V, neu acht Stadtkreise (1 bis 8) gebildet. Damit wurde das Gebiet der ehemaligen Gemeinde Wiedikon zum heutigen Stadtkreis 3, während die ehemalige Gemeinde Aussersihl zum Stadtkreis 4 und deren bereits 1875 abgespaltener Teil, das Industriequartier, zum Stadtkreis 5 wurden.
Die zweite Eingemeindung von 1934 hatte auf Wiedikon keinen Einfluss, allerdings wurde bei einer weiteren Revision der Stadtkreise im Jahre 1971, unter anderem Wiedikon vom Statistischen Amt der Stadt Zürich, in die drei Quartiere Alt-Wiedikon, Sihlfeld und Friesenberg unterteilt, die fast ausschliesslich eine statistische Bedeutung haben.
An die Eingemeindung von 1893 erinnert seit 1993 der Löwenbrunnen auf dem Schmiedeplatz.

## Religionen und Kirchen

### Christentum

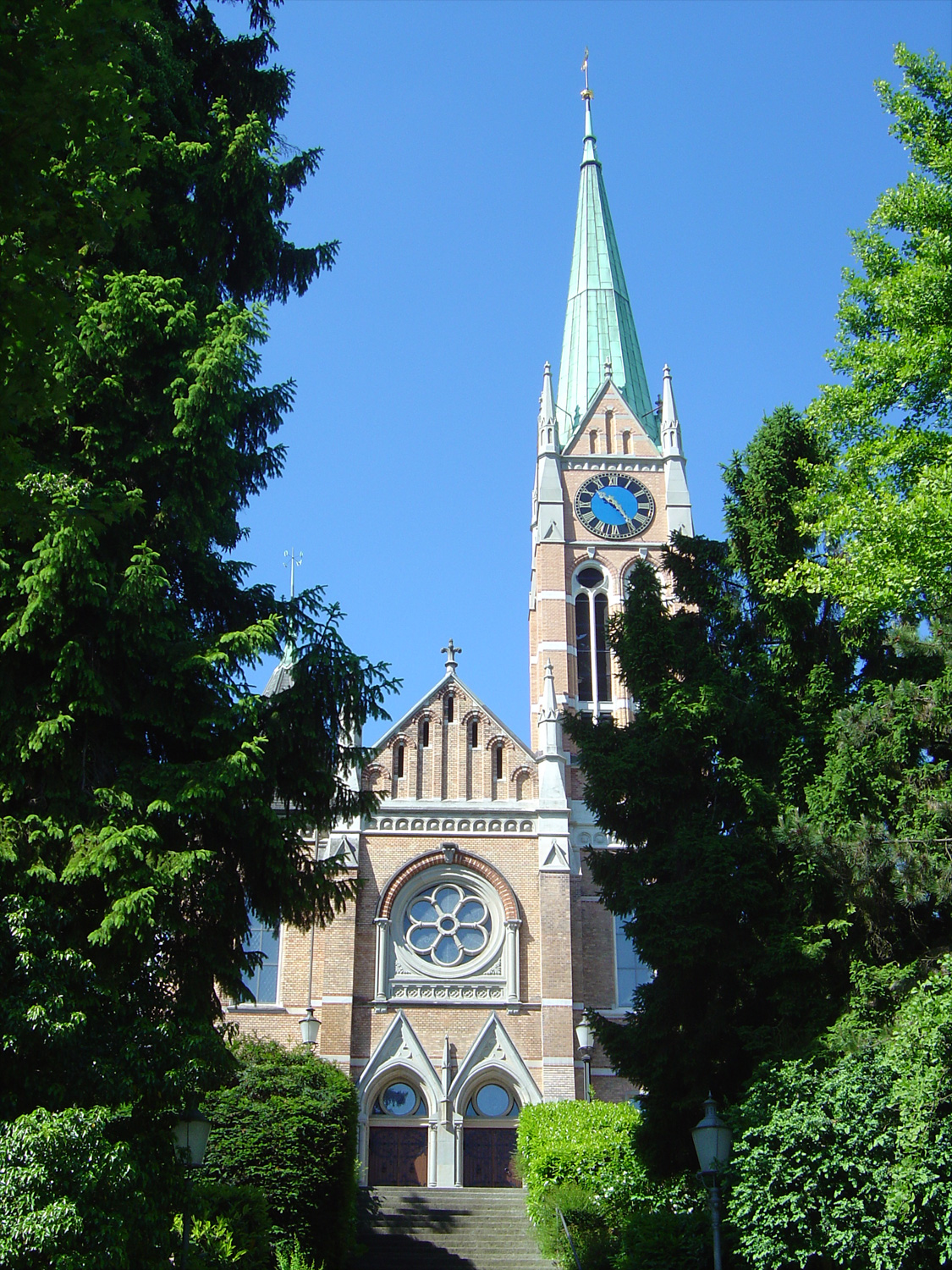
Die reformierte Kirche auf dem Bühl in Wiedikon

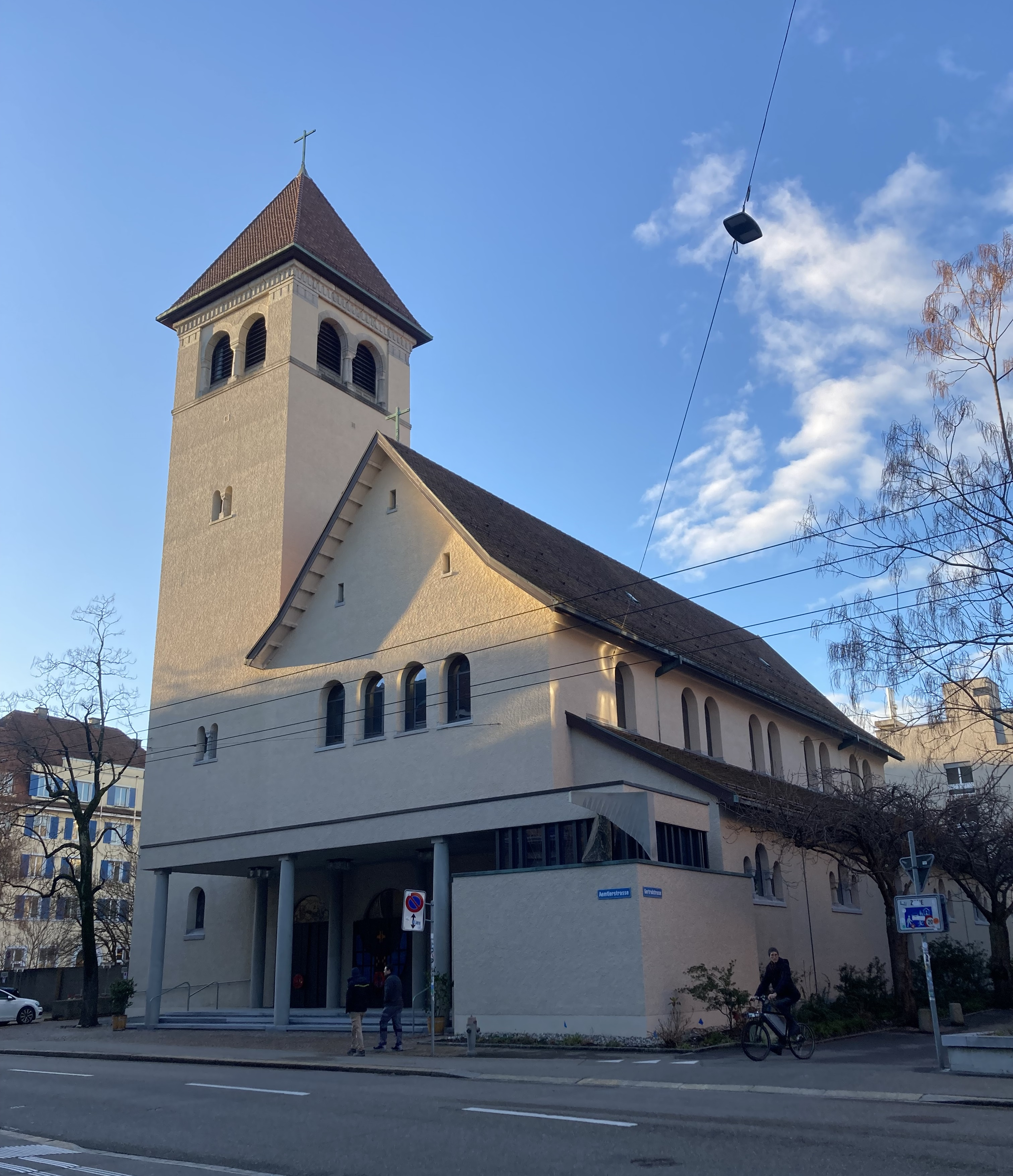
Die katholische Kirche Herz Jesu Wiedikon

Folgende christliche Kirchen sind in Wiedikon vertreten:
Die Evangelisch-reformierte Kirche besitzt in Wiedikon (inkl. Quartiere Sihlfeld und Friesenberg) sechs Gotteshäuser:
- Die Andreaskirche (Sihlfeld) aus den Jahren 1965–1966 steht an der Brahmsstrasse und wurde nach Plänen des Architekten Jakob Padrutt erbaut. Die Kirche besteht aus einem Kubus, der mit Granitplatten verkleidet ist und gehört zum Kirchenkreis drei der evangelisch-reformierten Kirchgemeinde Zürich.
- Die Thomaskirche im Gut befindet sich an der Burstwiesenstrasse und wurde in den Jahren 1959–1961 nach Plänen des Architekten Hans Hoffmann erbaut. Die Kirche besitzt weit herunterreichende Eternit-Dächer und eine Eingangsfassade aus rotem Backstein. Der frei stehende Turm ist auf die Mittelachse der Kirche ausgerichtet und weist eine Höhe von 53 Metern auf. Die Orgel der Kirche ist ein Instrument von Orgelbau Kuhn aus dem Jahr 1961. Die Kirche und das zugehörige Zentrum gehören zum Kirchenkreis drei der evangelisch-reformierten Kirchgemeinde Zürich.
- Die Zwinglikirche wurde in den Jahren 1922–1925 nach Plänen der Architekten Adolf Bräm und Heinrich Bräm als turm- und glockenlose Kirche im neuromanisch-neuklassizistischen Stil erbaut. Rechtwinklig an die Kirche wurde ein Wohn- und Unterrichtstrakt erbaut. Die Kirche befindet sich im ersten und zweiten Stock des Gebäudes und wird seit 2001 vom Zentrum Chiesa Evangelica di Lingua italiana (Waldenser) genutzt.
- Die Bühlkirche wurde 1894–1896 von Paul Reber, Basel erbaut. Von der Wiedingstrasse führt eine breite Treppe zur neugotischen Kirche mit ihrem 51 Meter hohen Turm hinauf. Die Orgel aus dem Jahr 1897 ist die älteste Kirchenorgel der Stadt Zürich. Es handelt sich um ein Instrument der Orgelbaufirma Goll, Luzern. Die Kirche gehört zum Kirchenkreis drei der evangelisch-reformierten Kirchgemeinde Zürich.
- Das Bethaus Wiedikon wurde in den Jahren 1789–1791 als Schul- und Bethaus für das zu St. Peter kirchengenössige Wiedikon erbaut. 1862 erhielt das Gebäude einen Taufstein und zwanzig Jahre später eine Kanzel. Es handelt sich um einen breitrechteckigen Barockbau mit Walmdach und Dachreiter und gilt als wichtiger Zeuge des alten Ortskernes im Raum Schmiede Wiedikon. Seit 1964 steht das Bethaus Wiedikon unter Denkmalschutz. Das Gebäude wird heute durch Betriebsleitung und Administration des Kirchenkreis drei der evangelisch-reformierten Kirchgemeinde Zürich und für verschiedene Veranstaltungen genutzt.
- Die Kirche Friesenberg, die 1941–1947 nach Plänen der Architekten Müller und Freytag, Thalwil erbaut wurde und heute zum Kirchenkreis drei der evangelisch-reformierten Kirchgemeinde Zürich gehört.

Die Römisch-katholische Kirche ist im Stadtteil Wiedikon (inkl. Quartier Friesenberg) mit zwei Kirchgemeinden vertreten:
- Die Kirche Herz Jesu wurde in den Jahren 1920–1921 vom Architekten Joseph Steiner, Schwyz erbaut. Diese neuromanische Basilika wurde für die damals mit 19'000 Personen als mitgliederstärkste geltende katholische Kirchgemeinde der Schweiz erbaut. In den Jahren 1968–1969 wurde die Kirche um eine Unterkirche und um eine Kapelle erweitert.
- Die Kirche St. Theresia im Quartier Friesenberg wurde in den Jahren 1931–1933 nach Plänen des Architekten Fritz Metzger erstellt. Diese Kirche gilt als bemerkenswertes Beispiel der modernen Kirchenarchitektur.[6]

Die neuapostolische Kirche besitzt an der Bühlstrasse das kirchliche Zentrum der Gemeinde Zürich-Wiedikon. Diese Kirche gilt als die grösse neuapostolische Kirche der Schweiz und wurde in den Jahren 1950–1952 nach Plänen des Architekten Ernst Plüss erstellt.

### Judentum

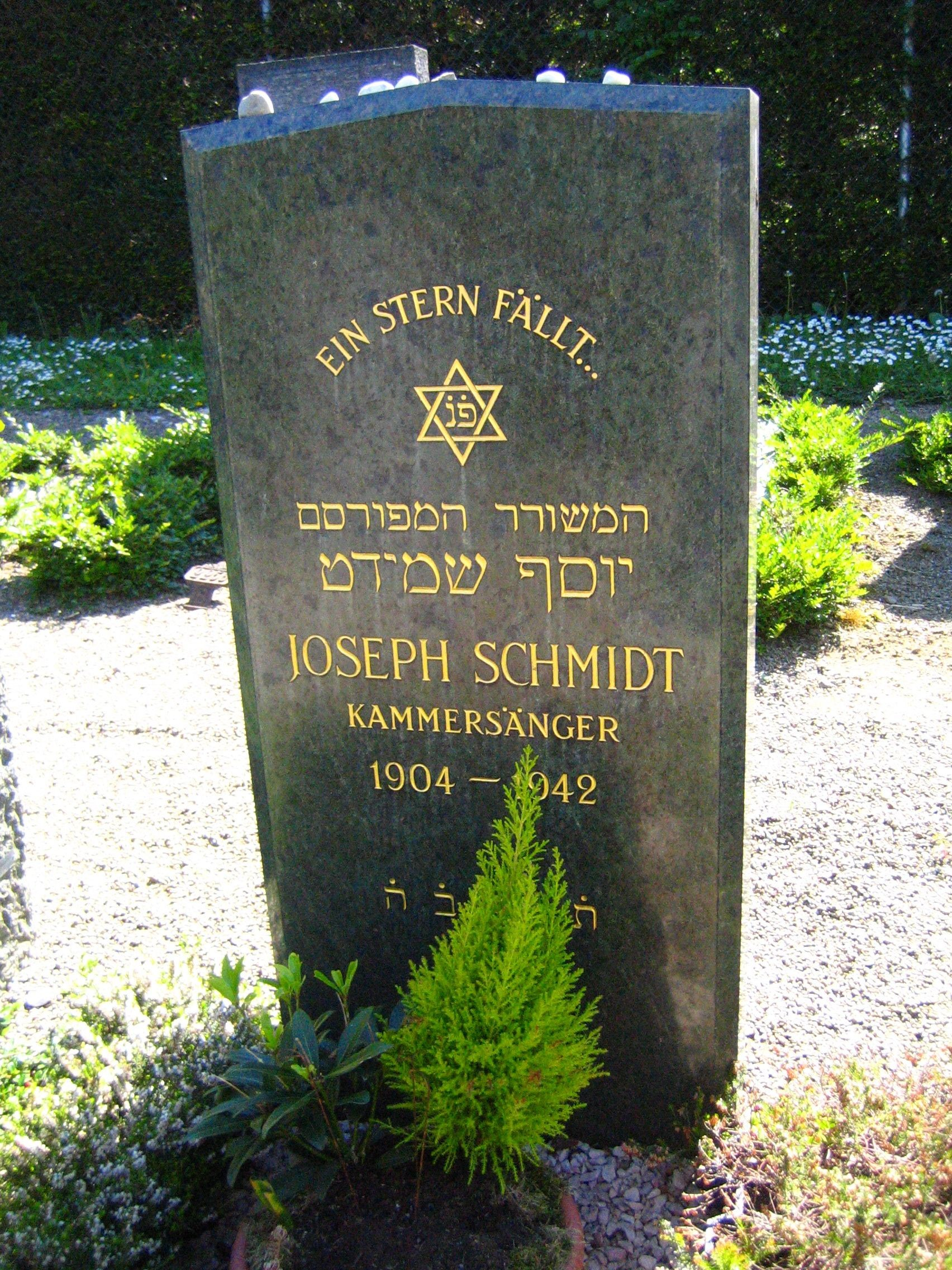
Grabmal von Joseph Schmidt

In Wiedikon und dem angrenzenden Quartier Enge wohnen viele Juden. Es existieren verschiedene israelitische Gemeinden. Ein Viertel der dort lebenden Juden gehören zum chassidischen Judentum.
- Die Synagoge Agudas Achim wurde in den Jahren 1959–1960 durch den Architekten Walter Sonanini erbaut.
- Mit den jüdischen Friedhöfen Unterer und Oberer Friesenberg verfügt die Israelitische Cultusgemeinde Zürich seit 1866 respektive 1952 über eigene Bestattungsareale. Hier begraben sind unter anderen der Tenor Joseph Schmidt, der Dirigent Otto Klemperer, die Dichterin Mascha Kaléko und der Schriftsteller Felix Salten.[7]

## Wirtschaft und Infrastruktur
Weite Teile Wiedikons bestehen aus reinen Wohnbauten, vom alten Dorfkern an der Zweierstrasse ist nicht mehr viel zu erkennen, da auch dort die Blockrandbebauungen analog zum Sihlfeld überhandgenommen haben. Am Bühlhügel, im Heiligfeld, Im Gut und auf dem gesamten Friesenberg einschliesslich der meisten ehemaligen Lehmgruben, herrschen genossenschaftliche Wohnsiedlungen vor. Eine Durchmischung erzeugt vor allem das Gewerbe an der Birmensdorferstrasse und an der Kalkbreitestrasse, mit dem Goldbrunnenplatz an deren Schnittpunkten, sowie dem eigentlichen Zentrum an der Schmiede Wiedikon.

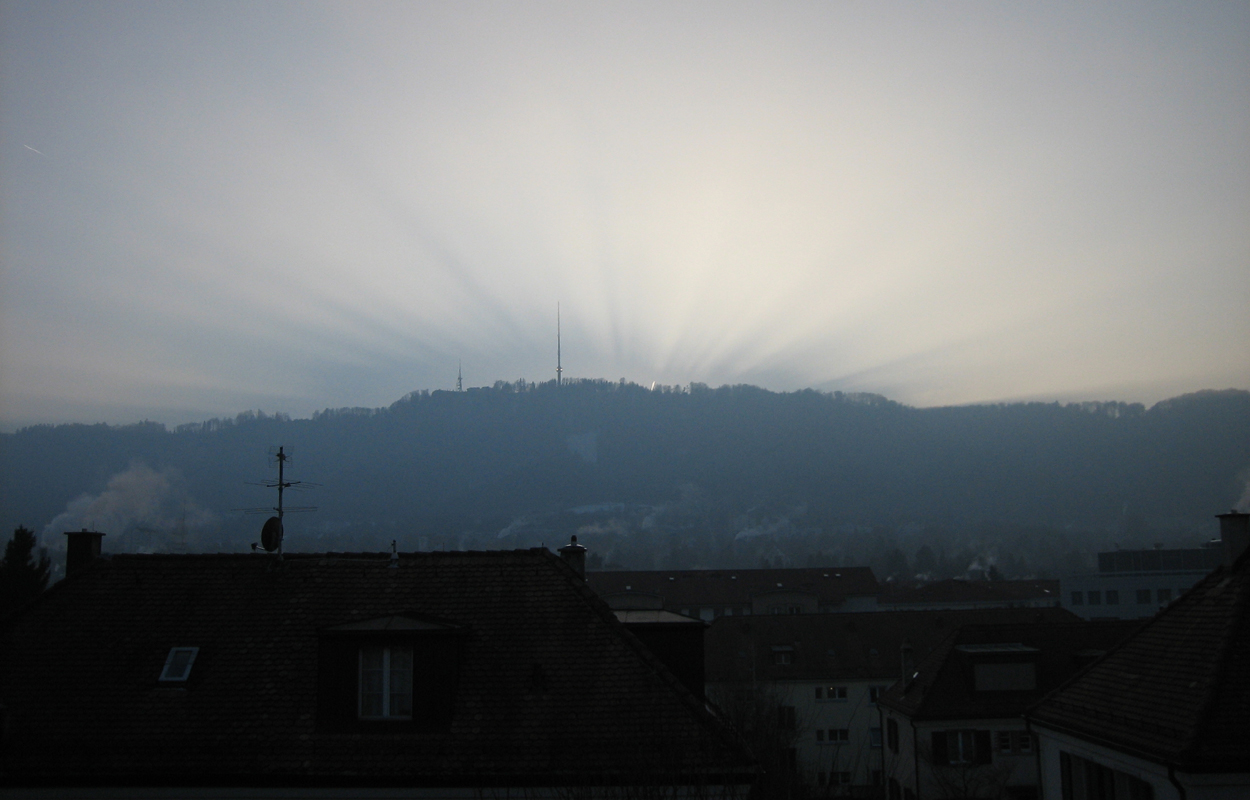
Der Uetliberg von Wiedikon aus

Grosse Industriebetriebe sind inzwischen kaum mehr vorhanden, die einst stolzen Zürcher Ziegeleien (ZZ) firmieren heute als Conzzeta AG und haben ihr altes Kerngeschäft Ende der 1990er Jahre verkauft. Die hauptsächlich im Maschinen- und Anlagenbau tätige Holding ist heute noch in Wiedikon ansässig; die ehemaligen Lehmgruben Laubegg, Gehrenholz und Tiergarten sind heute mit Wohnsiedlungen überbaut, die Grube Binz beherbergt eine Gewerbezone und Wohnbauten. In die Grube Heuried eingepasst sind die gleichnamige Kunsteisbahn, das Freibad Heuried und das Gemeinschaftszentrum. Die südlichste Grube an der Grenze zur Allmend beherbergt das (ehemalige) Credit-Suisse-Verwaltungszentrum Uetlihof, das Einkaufszentrum Brunaupark samt angebauter Wohnsiedlung und den Sitz der Conzzetta AG.
Die Papierfabrik an der Sihl hat nach diversen Redimensionierungsprojekten ihren alten Hauptsitz aufgegeben und sich etwas weiter sihlaufwärts auf das modernere Sihl-Papier Werk Manegg in Leimbach zurückgezogen. Das Areal wird für die Grossüberbauung Sihlcity genutzt, die unter anderem ein weiteres Einkaufszentrum und ein Multiplexkino enthält.
Seit 1936 ist an der Dietzingerstrasse die Orell Füssli Gruppe angesiedelt, die unter anderem das Schweizer Papiergeld herstellt.
Die 1936 von der Berufsfeuerwehr bezogene Wache Manesse ist heute nicht nur Sitz der Berufsfeuerwehr, sondern der gesamten städtischen Rettungsdienste, die unter Schutz & Rettung Zürich zusammengefasst sind. Aufgrund des Bebauungsplans für das Sihlfeld ist das ursprünglich viel zu gross geratene Gebäude heute in der Lage, alles unter einem Dach unterzubringen.
Einige der wenigen markanten Hochhäuser in Wiedikon stehen seit den 1960er-Jahren weit oben am Fusse des Uetlibergs und gehören zum 1970 eröffneten Stadtspital Triemli. Zum Spitalkomplex gehören neben dem markanten Bettenhochhaus auch drei Personalhochhäuser. Hinter dem prunklosen Bau des Triemlispitals verbirgt sich das drittgrösste Spital im Kanton und die zweitgrösste Notfallabteilung, zu deren Einzugsgebiet die Stadt links der Limmat und die linksufrigen Nachbargemeinden Zürichs gehören (rund 360'000 Personen). Im Spitalkomplex ist zudem einer der beiden städtischen Rettungswagen-Stützpunkte der Schutz & Rettung Zürich untergebracht.
Ebenfalls am Fusse des Uetlibergs liegt das kantonale Strassenverkehrsamt, ein zweiter gleichwertiger Sitz existiert in Winterthur. An der Uetlibergstrasse zwischen Laubegg und Binz befindet sich das kantonale Zeughaus.
Die nahegelegene, ehemalige Lehmgrube Binz beherbergt Gewerbebauten, die einst von einer umfassenden Industriegleisanlage der Sihltal-Zürich-Uetliberg-Bahn (SZU) erschlossen wurden. Die ansässige Industrie und Logistik wurde mehrheitlich von Dienstleistungsbetrieben abgelöst. Bekannte in der Gewerbezone ansässige Unternehmen waren die Globus-Gruppe (Hauptsitz Ende 2002 nach Spreitenbach verlegt) und das Bauunternehmen Heinrich Hatt-Haller (seit 1982 Teil der Zschokke Holding, heute Implenia), das sein Areal für ein Wohnbauprojekt freigab. Der im Detailhandel tätige Discounter Denner hat seinen Hauptsitz im gleichnamigen «Denner-Haus» an der Grubenstrasse.
Der ehemalige Zentralfriedhof, heute Friedhof Sihlfeld, war der erste Zürcher «Volksfriedhof», auf welchem jeder, unabhängig von Kirchgenössigkeit oder vom Glauben, auf Wunsch beerdigt werden konnte. Hier wurde das erste Krematorium der Schweiz gebaut, das durch ein zweites Krematorium ergänzt werden musste. Mit weiteren Eingemeindungen kamen Gemeinden mit eigenen Friedhofanlagen hinzu und der Platzbedarf schwand, wodurch verschiedene Felder aufgegeben und teilweise anderen Zwecken zugeführt wurden – trotzdem handelt es sich noch heute um die größte zusammenhängende Grünanlage innerhalb der Stadt. Die beiden längst stillgelegten Krematorien werden als Baudenkmäler erhalten.
Vom Friedhof Sihlfeld durch eine weitere Grünanlage etwas abgesetzt ist die Schulhausanlage Aemtler. Die beiden grossen Schulhausgebäude im Heimatstil sind ein 1908 erstelltes Werk von Gustav Gull. Die heute noch grösste Schulhausanlage im Sihlfeld beherbergt Unter- und Oberstufe.
Am Bühlhügel steht neben der neugotischen Bühlkirche die Schulhausanlage Bühl, welche die Primarschule Bühl und die Kantonsschule Wiedikon umfasst. Die Anlage besteht aus drei klassischen Gebäuden auf dem Hügel, die etwa zeitgleich mit der Kirche erstellt wurden, und einem modernen Gebäude, das an den Hang gebaut wurde und einen unterirdisch im Hügel erstellten Sporthallentrakt verbirgt.

### Verkehr

#### Eisenbahn
Wiedikon besitzt mehrere Bahnstationen und Haltestellen. Die wichtigste ist der 1875 zusammen mit der linksufrigen Zürichseebahn eröffnete Bahnhof Wiedikon, der den Schweizerischen Bundesbahnen (SBB) gehört und seit 1990 in die S-Bahn Zürich integriert ist. 1892 wurde der Bahnhof Giesshübel der Sihltalbahn eröffnet, der seit je über eine Gleisverbindung zum Bahnhof Wiedikon verfügt und heute Sitz der Sihltal-Zürich-Uetliberg-Bahn (SZU) ist. Der ehemals starke Güterverkehr hat inzwischen abgenommen, dafür nimmt seit 1990 der Personenverkehr stark zu und fordert die im Giesshübel angesiedelten Abstell- und Unterhaltsanlagen der SZU zunehmend.
Da die linksufrige Zürichseebahn eine starke Trennung zwischen Wiedikon und Aussersihl bewirkte, wurde die ehemalige Gemeindegrenze nach der Eingemeindung beider Gemeinden 1893 nach Süden verlegt und verläuft seither entlang der Seebahn. Da diese Trennung mit dem Wachstum der Stadt unerträglich wurde, wurde die Bahnlinie 1927 in einen Einschnitt gelegt und die Bahnübergänge wurden aufgehoben. Wiedikon erhielt den einzigen Reiterbahnhof der Schweiz und der Abschnitt nach der Enge und die Verbindung nach Giesshübel wurden in einen Tunnel gelegt.
Die Uetlibergbahn der SZU verläuft quer durch Wiedikon, wo sie vier Haltestellen bedient und weist seit der Verlängerung zum Hauptbahnhof, analog zur Sihltalbahn, steigende Fahrgastzahlen auf. Die Bahn verlässt ab Triemli tariflich das Stadtgebiet, verläuft allerdings bis zur Endstation Uetliberg weitgehend auf Wiediker Boden.

#### Tram
Als im September 1882 die Zürcher Strassenbahn AG die normalspurige Aussersihler Linie Helmhaus–Paradeplatz–Zentralfriedhof eröffnete, erhielt auch Wiedikon indirekt einen Zugang zum Pferdetram, das auf der Badenerstrasse zum Zentralfriedhof verkehrte, der in Wiedikon liegt. Die Strecke wurde 1900 auf Meterspur umgebaut und elektrifiziert und dabei von der heutigen Haltestelle Zypressenstrasse zum Letzigraben – bis 1934 Stadtgrenze zu Altstetten – verlängert, wo Anschluss an die Limmattal-Strassenbahn (LSB) bestand.
Sein eigenes Tram erhielt Wiedikon 1898/99 von der Städtischen Strassenbahn Zürich (StStZ), welche die Tramlinie Hauptbahnhof–Sihlbrücke–Werdstrasse–Heuried eröffnete. Das Teilstück in der Werdstrasse wurde 1914 mit der Aussersihler Linie in der Badenerstrasse zusammengelegt und aufgehoben; seither bildet die Haltestelle Stauffacher einen wichtigen Umsteigepunkt und aus dem Stadtkern heraus das Tor zu Wiedikon. Die Tramstrecke wurde 1926 vom Heuried zum Triemli verlängert.
Im Hinblick auf das Eidgenössische Schützenfest im Albisgüetli, eröffnete die Albisgütlibahn (AGB) 1907 die dritte Tramstrecke nach Wiedikon, vom Bahnübergang Giesshübel zum Albisgüetli (Utohof); das kurze Teilstück von der Utobrücke zum Bahnübergang erstellte die StStZ. Nach dem Schützenfest führte die AGB durch unbebaute Lehmgruben und fuhr bald nur noch an Sommerwochenenden, bis sie 1925 von der StStZ übernommen wurde. 1926 wurde die Strecke zum Schützenhaus verlängert und mit den ersten Überbauungen auf dem Friesenberg rechtfertigte die Linie ab den 1930er-Jahren einen regulären Verkehr.
1923 wurde von der StStZ zusammen mit der Gemeinde Albisrieden als Abzweig von der Aussersihler Linie das sogenannte Albisriedertram, die Tramlinie Albisriederplatz–Albisrieden eröffnet, die zwischen Albisriederplatz und Letzigraben (Haltestelle Hubertus) durch Wiedikon verläuft.
Ursprünglich kreuzten Tramlinien und Eisenbahnstrecken auf gleicher Ebene, und da die SBB den Trambetrieben das Befahren ihrer Gleise im Regelbetrieb untersagten, pendelten die Trams auf Teilstrecken, wobei die Passagiere an den Bahnübergängen (Marienstrasse und Freyastrasse) aussteigen und zu Fuss zum Anschlusstram ennet des Bahnübergangs gehen mussten. Mit der Tieferlegung der Seebahn konnte 1927 auf allen Linien der durchgehende Betrieb eingeführt werden. Einzig am Bahnübergang an der Giesshübelstrasse (beim heutigen Sihlcity-Komplex) stellte dies nie ein Problem dar, da die Sihltalbahn die «Bedenken» der SBB nicht teilte – der dortige Bahnübergang wurde erst deutlich später durch eine Strassenunterführung ersetzt.
Heute verkehren auf den Tramstrecken die Tramlinien:
- 2: Schlieren – Farbhof – Stauffacher – Bellevue – Tiefenbrunnen
- 3: Albisrieden – Stauffacher – Hauptbahnhof – Klusplatz
- 5: Laubegg – Bahnhof Enge – Kirche Fluntern
- 9: (Triemli–) Heuried – Stauffacher – Bellevue – Milchbuck – Hirzenbach
- 14: Triemli – Stauffacher – Hauptbahnhof – Milchbuck – Oerlikon – Seebach
- 13: Albisgütli – Paradeplatz – Hauptbahnhof – Escher-Wyss-Platz – Frankental
- 17: (Albisgütli – Paradeplatz–) Hauptbahnhof – Escher-Wyss-Platz – Werdhölzli[8]

#### Busse
Jünger als die Tramlinien sind die Trolleybuslinien 32, 33, 72 und 83, die tangential respektive konzentrisch zum Stadtkern fahren. Die Buslinie 67 stellt eine direkte Verbindung zum Zentrum von Albisrieden und einem Teil Altstettens her. Die in den Neunzigern eingeführte Linie 89 verbindet heutzutage die Wiediker Einkaufszentren Brunaupark und Sihlcity via Friesenberg mit dem Gewerbegebiet zwischen Albisrieden und Altstetten (Freilager, Flur), dem Einkaufszentrum Letzipark, dem Bahnhof Altstetten und führt nach Höngg. Zudem verbindet die Buslinie 76 den Bahnhof Zürich Wiedikon mit dem Industriegebiet Binz. Auch gibt es die Quartierbuslinie 73, die vom Zielweg über den Friedhof Uetliberg zur Schweighofstrasse führt. Jeder zweite Bus fährt weiter bis zum Bahnhof Schweighof.

## Sonstiges
- Im Albisgüetli im Friesenberg findet jedes Jahr im Frühherbst das Knabenschiessen statt, das grösste Zürcher Volksfest.
- Das seit Mitte der Siebzigerjahre jährlich im Spätsommer stattfindende 'Idaplatz-Fest' auf dem Idaplatz ist das älteste und eines der populärsten Quartierfeste in Zürich.
- Dem Quartier Wiedikon wurde vom Schweizer Mundart-Reggae- und Rapkünstler Phenomden das Lied Wiedike gewidmet.
- Der Schweizer Fussballspieler und -trainer Köbi Kuhn kam aus Zürich-Wiedikon (Döltschihalde, im Friesenberg).
- Der Stadtteil Wiedikon war namensgebend für die Rostbratwurst Wiedikerli. Diese wird im Manessequartier in Wiedikon von der Metzgerei Keller produziert. Das Wiedikerli ist über die Stadtgrenzen hinaus bekannt. Kreiert wurde die Wurst in den 1990er-Jahren von Metzgermeister Urs Keller aus Wiedikon.
- In Wiedikon südlich des Einkaufszentrums Sihlcity liegt der 5'500 Quadratmeter umfassende Bike-Park Allmend (für BMX- und Freestyle-Biker mit fünf Parcours). Zusammen mit dem benachbarten Freestyle-Park Allmend (für Skateboarder, Inline-Skater etc.) bildet er eine der grössten Anlagen Europas dieser Art.
- In Zürich-Wiedikon steht das erste und einzige markenunabhängige Jeans-Museum der Welt. Das Privatmuseum beherbergt eine Sammlung von über 14'000 Jeans und Jeans-Jacken. Ein Besuch ist nur nach Vereinbarung möglich.
- Die Allmend Brunau am Fusse des Uetlibergs mit seinen Sportplätzen ist ein bedeutender und beliebter Natur- und Erholungsraum und beliebt für Freizeitaktivitäten. Gut die Hälfte der Allmend Brunau liegt im Kreis 3, der Rest in Teilen des Kreis 2. Der Fluss Sihl, weitläufige Grünflächen und Waldrand prägen diese Gegend.
- In Wiedikon steht das erste Katzencafé der Schweiz: das Casa del Gato (in Alt-Wiedikon). Es wurde anfangs 2021 eröffnet.